# Hirtengraben (Weidigsgraben)
Der Hirtengraben ist ein gut zwei Kilometer langer rechter und nordwestlicher Zufluss des Weidigsgrabens im oberfränkischen Landkreis Lichtenfels.

## Verlauf
Der Hirtengraben entspringt auf einer Höhe von 297 m ü. NHN knapp 700 m nördlich vom Bad Staffelsteiner Gemeindeteil Nedensdorf in einer Wiese am westlichen Fuße des Mahlberges (327 m).
Er fließt in südlicher Richtung am westlichen Fuße des Mahlberges durch einen Grünstreifen der Flur Hirleng und erreicht dann die Ortschaft Nedensdorf.
Der Hirtengraben läuft kurz am Ostrand des Dorfes entlang, unterquert noch in westlicher Richtung die Obere Dorfstraße und mündet schließlich auf einer Höhe von 257 m unterirdisch verdolt von links in den Weidigsgraben.